# سچیلاتو
سچیلاتو (به ایتالیایی: Scillato) یک کومونه در ایتالیا است که در استان پالرمو واقع شده‌است. سچیلاتو ۳۰٫۸ کیلومتر مربع مساحت و ۶۷۱ نفر جمعیت دارد.